# Larry Kissell
Lawrence Webb "Larry" Kissell, född 31 januari 1951 i Biscoe i North Carolina, är en amerikansk demokratisk politiker. Han representerade delstaten North Carolinas åttonde distrikt i USA:s representanthus 2009–2013.
Kissell utexaminerades 1973 från Wake Forest University och var sedan verksam som lärare och affärsman.
I kongressvalet 2008 besegrade Kissell sittande kongressledamoten Robin Hayes. Efter två mandatperioder i representanthuset besegrades Kissell i kongressvalet 2012 av republikanen Richard Hudson.